# الزهور (حي)
حي الزهور، هو إحدى التقسيمات الداخلية لمدينة بورسعيد في محافظة بورسعيد، جمهورية مصر العربية.